# Parafia św. Józefa Oblubieńca Najświętszej Maryi Panny w Jeziornie Fabrycznej-Mirkowie
Parafia Świętego Józefa Oblubieńca Najświętszej Maryi Panny w Jeziornie Fabrycznej - Mirkowie – parafia rzymskokatolicka znajdująca się w dekanacie konstancińskim, archidiecezji warszawskiej, metropolii warszawskiej Kościoła katolickiego, w Konstancinie-Jeziornie, w dzielnicy Mirków. Obsługiwana przez księży diecezjalnych.

## Historia
Parafia została erygowana w 1957.

### Kościół parafialny
Obecny kościół parafialny pochodzi z 1907–1909; wybudowany według projektu Hugona Kudera na ziemi ofiarowanej przez robotników fabryki papieru i fabrykanta Edwarda Natansona w stylu neogotyckim.